# Владимир Стоjчев
Владимир Димитров Стојчев (Сарајево, 7. април 1892 — Софија, 27. април 1990) je био бугарски официр (генерал-пуковник). Водио је бугарске армије током ослобађања Београда и Беча крајем Другог светског рата.
Једини страни (несовјетски) командант и генерал у команди војске учествовао је у најзначајнијој војној паради у историји — Паради победе. На Стаљинов лични позив. Као командант Прве бугарске армије.

## Биографија
Владимир Стојчев је бугарски војни, политички и спортски представник, војни генерал. Познат по свом ексцентричном понашању.
Иако се родио и одрастао у Сарајеву и Бечу у породици која није бугарска, вратио се у очеву домовину и учествовао у свим ратовима за национално уједињење Бугарске у периоду 1912-1918.
Омиљен војницима и војсци, уклонио га је цар Борис III због опасности да га монарх свргне.
Након уласка Црвене армије у Бугарску, одмах је унапређен у генерала и поверен му је у најпознатију бугарску армију. Са њом и са Црвеном армијом учествовала је у освајању Београда, након чега је, по прелиминарном политичком споразуму, власт уступљена jугословенски партизана.
Из историјских, политичких и војних разлога, он је омиљен као страни командант за освајање Беча, културне престонице Трећег рајха. Совјетско војно и политичко руководство сећало се речи са смртне постеље Николајe Први да су највећи будале у историји Јан Собјески и он - први који је Беч спасио Османлије, а он - од Мађара.

## Након Другог светског рата
Након рата извучен је из залиха због опасности од војног удара.
Све до смрти и све до Револуције 1989. он је увек био на челу Бугарског олимпијског комитета и бугарског члана Међународног олимпијског комитета. Истакнута личност олимпијског покрета.
Као просветљена особа и бугарски политичар, за разлику од свих осталих бугарских генерала, увек је схватао фразу у Суворову обраћању да их победници не суде. Лични позив на војну параду Генералисимуса Стаљина је индикативан.

## Породица
Његова мајка Елена Петровић је ћерка градоначелника Сарајева када се Владимир родио. Отац му је умро кад је имао 10 година. Будући генерал увек је имао и проглашавао као Бугарин.
Домаћи победник чак и у коњичком спорту, научио је лекције историје од малих ногу. Изабран као један од 10 најугледнијих генерала у војној историји Бугарске, он је несумњиво најуспешнији међу њима.

## Одликовања
- (1964)

## Галериja
- Заставе губитника параде
- Стаљин и Георги Жуков на постољу